# جوزيف وارتون
جوزيف وارتون (بالإنجليزية: Joseph Wharton)‏ هو شخصية أعمال ورائد أعمال وعالم ومهندس أمريكي، ولد في 3 مارس 1826 في فيلادلفيا في الولايات المتحدة، وتوفي بنفس المكان في 11 يناير 1909.